# کاریب گلوسبز
کاریب گلوسبز (نام علمی: Eulampis holosericeus) نام یک گونه از زیرخانواده مگس‌مرغیان است.